# Linia prądu

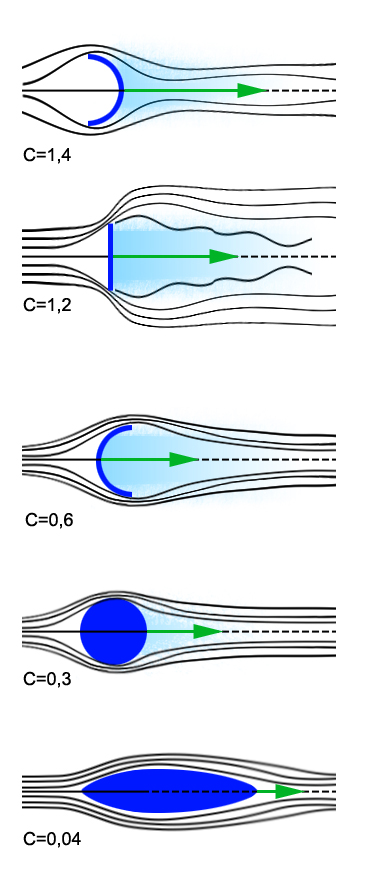
Linie prądu płynu opływającego różne kształty

Linia prądu – w mechanice płynów linia styczna w każdym punkcie do kierunku prędkości cząstki płynu. Linie prądu są liniami wektorowego pola prędkości płynu. W przepływie stacjonarnym linie prądu pokrywają się z trajektoriami cząstek płynu.
Wektory prędkości płynu są zawsze styczne linii prądu. Wyraża to tzw. równanie linii prądu:
{\displaystyle {\frac {dx}{u_{x}}}={\frac {dy}{u_{y}}}={\frac {dz}{u_{z}}}}
gdzie:
{\displaystyle u_{x},u_{y},u_{z}} – składowe wektora prędkości płynu w kartezjańskim układzie współrzędnych {\displaystyle x,y,z.}
Linie prądu stanowią zazwyczaj spójną wiązkę nieprzecinających się linii otwartych. W przepływach wirowych linie prądu mogą być liniami zamkniętymi. Wyjątkiem od tego mogą być punkty źródłowe (źródła i upusty), a także linie i powierzchnie osobliwe (np. powierzchnia oderwania, powierzchnia nieciągłości).
Linie prądu służą najczęściej do przedstawiania przepływu w postaci graficznej, przedstawienie takie jest szczególnie przydatne w przypadku przepływu dwuwymiarowego. Każdej linii prądu odpowiada wówczas tzw. funkcja prądu, oznaczana tradycyjnie literą {\displaystyle \Psi .}
Przepływ płynu odbywa się zawsze wzdłuż linii prądu lub stycznie do nich, a nigdy w poprzek nich. W przepływie płaskim funkcja prądu interpretację fizykalną: natężenie przepływu {\displaystyle Q} między dwiema liniami prądu równe jest różnicy wartości odpowiadających im funkcji prądu:
{\displaystyle Q=\Psi _{2}-\Psi _{1}}
Spójny pęk sąsiadujących ze sobą linii prądu nosi nazwę strugi.